# Kopfbuche bei Gremsheim

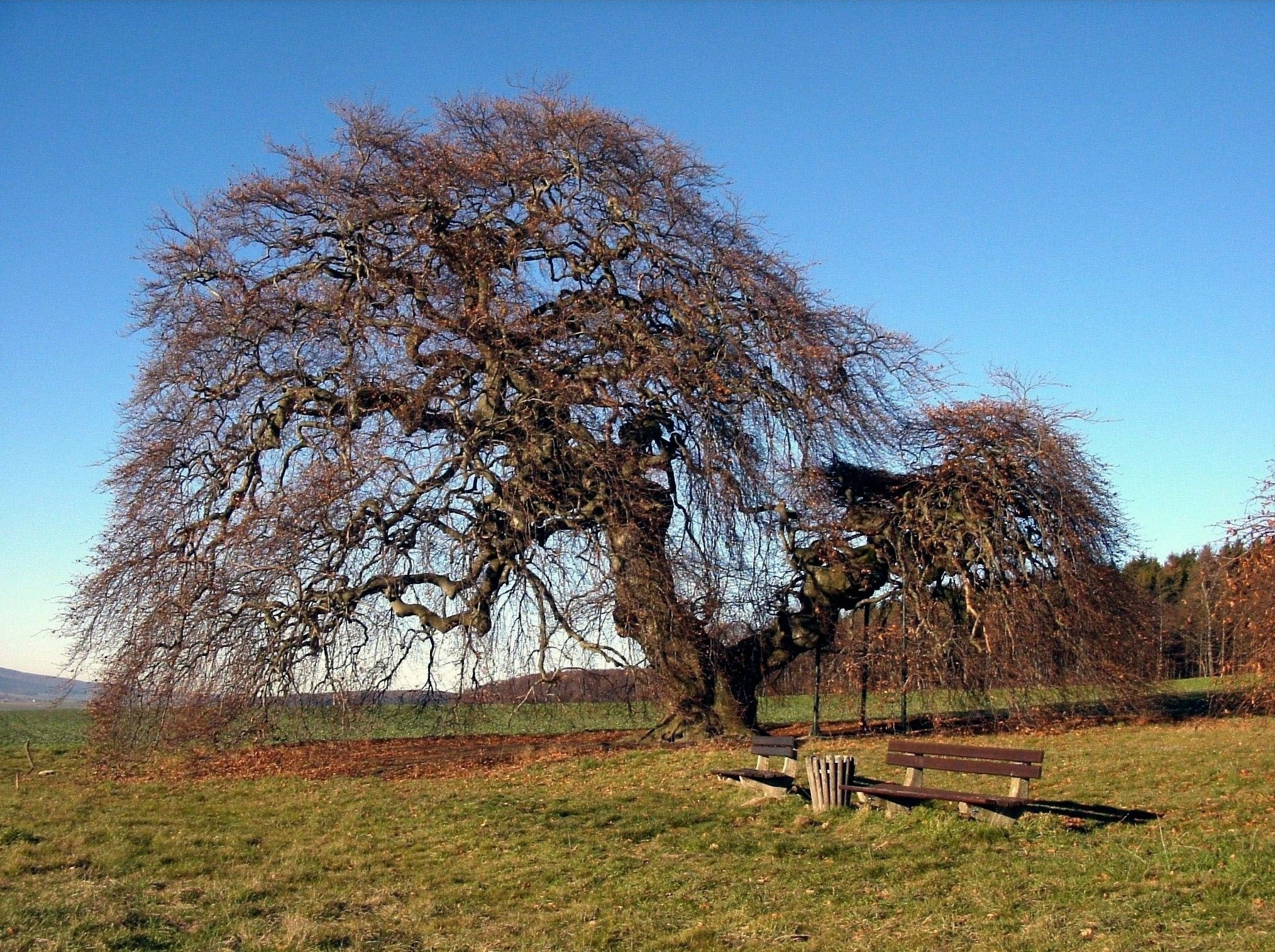
Die Kopfbuche bei Gremsheim im Jahre 2003

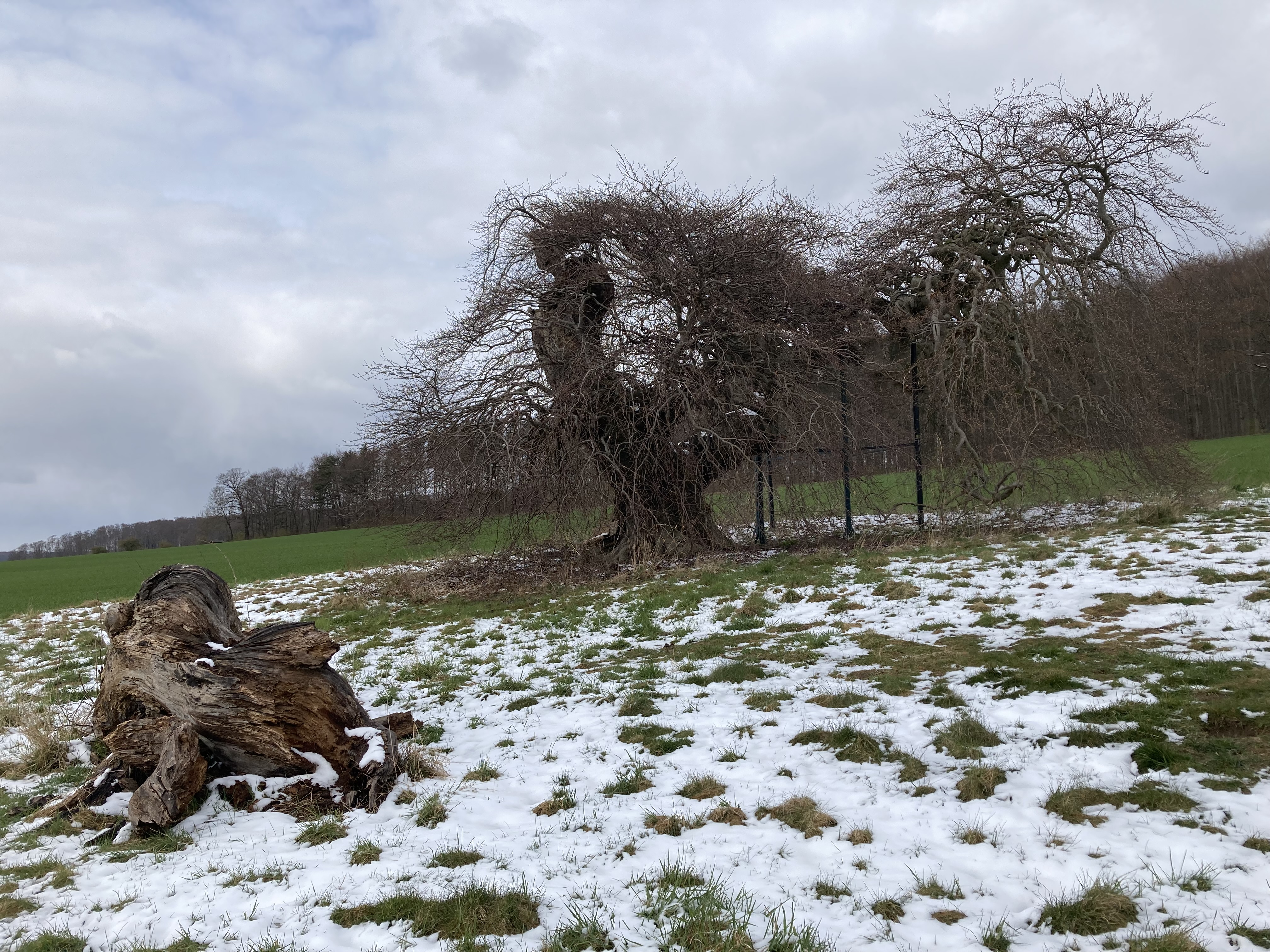
Die Kopfbuche bei Gremsheim im April 2022

Die so genannte Kopfbuche bei Gremsheim am Heber, nördlich von Bad Gandersheim in Niedersachsen, gilt als größte existierende Süntelbuche. Bei einer Baumhöhe von 14 Metern und einem Kronendurchmesser von 24 Metern übertrifft sie vor allem mit ihrem enormen Stammumfang von 6 Metern alle anderen Exemplare dieser Rotbuchen-Variation.

## Beschreibung
Der Name Kopfbuche beruht auf der irrigen Annahme, der Baum sei in früheren Zeiten regelmäßig beschnitten („geköpft“) worden wie eine Kopfweide und zeige deshalb Krüppelwuchs.
Das Naturdenkmal mit der Kennung ND NOM 235 Gremsheim steht etwa 100 Meter vom Waldrand entfernt auf einer privaten Ackerfläche, von deren regelmäßiger Düngung der Baum seit Jahrzehnten profitiert. Der durchschnittliche Jahreszuwachs seines Stammdurchmessers beträgt 9,6 Millimeter.

## Geschichte

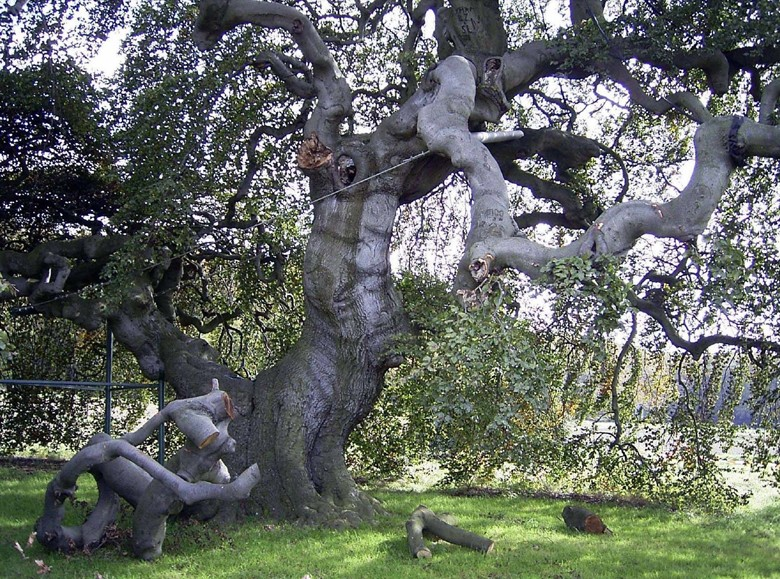
Zerfall des Baums 2004 mit abgebrochenen Ästen

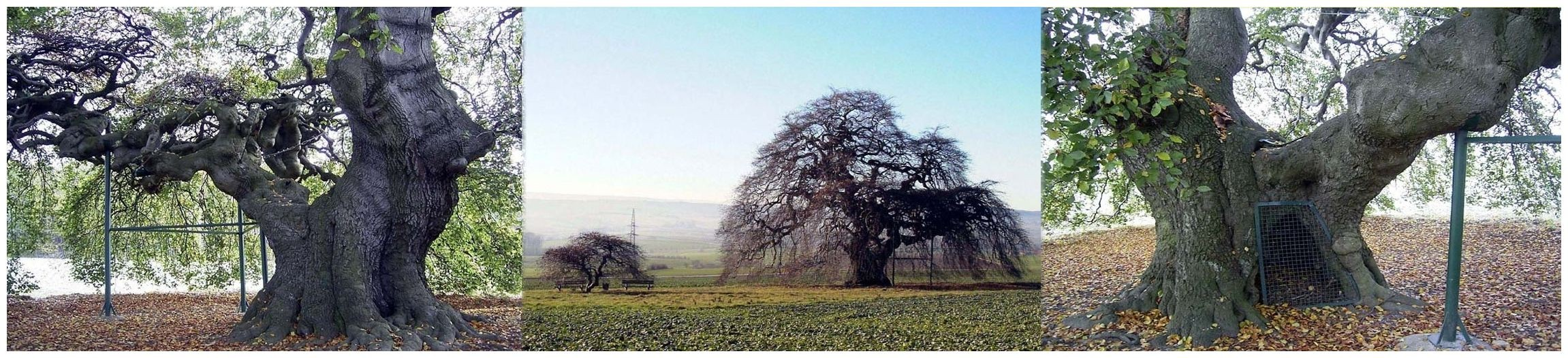
Der Baum im Herbst 2003

Bis zum Jahr 1876 existierte am Westrand des Hebers ein kleiner Bestand von knapp zehn Süntelbuchen. Bei der Neuaufteilung der Acker- und Waldflächen im Zuge der Verkoppelung wurden die wegen ihrer Krummwüchsigkeit nicht nutzbaren Bäume bis auf das heutige Naturdenkmal gefällt. Es ist nicht bekannt, ob es sich bei dieser Baumgruppe um ein natürliches Vorkommen oder eine Pflanzung handelte. Die Chroniken des rund 1000 Jahre alten Dorfes Gremsheim und seiner Nachbarorte Mechtshausen sowie Altgandersheim geben keinen Aufschluss darüber.
1930 veröffentlichte der Altgandersheimer Pastor Bechler einen bebilderten Bericht in einer Braunschweiger Heimatschutzzeitschrift. Er schätzte das Baumalter auf 300 bis 400 Jahre und berichtete von einer Sanierung des von Insekten ausgehöhlten Stammes.
In zehn Meter Entfernung zum Altbaum wurde 1993 eine junge Süntelbuche für die alte Kopfbuche als Nachfolgerin gepflanzt. Der alte Baum wurde 2001 aufwendig saniert und mit einer Kronensicherung versehen. Dabei wurde nach genauer Untersuchung ein Alter von 205 Jahren festgestellt. Die Vermutung, der bereits gespaltene Stamm bestünde aus zwei Bäumen, konnte widerlegt werden.
Seit im Herbst 2004 ein Starkast herausbrach, klafft ein 25 Quadratmeter großes Loch auf der Nordseite der zeltartigen Baumkrone. Zudem ist im Juni 2006 oberhalb des nach Südwesten gehenden Hauptstammes ein erheblicher Teil der Hauptkrone weggebrochen. Ein schneller endgültiger Zerfall des einmaligen Naturdenkmals ist aber nicht zu befürchten, denn das Sterben einer alten Buche kann sich über Jahrzehnte erstrecken. Heute werden fast ausschließlich veredelte Süntelbuchen nachgepflanzt. Bei der Gremsheimer „Kopfbuche“, der „Tilly-Buche“ am Süntel und der „Kanzelbuche“ auf dem Stromberg handelt es sich um die letzten großen wurzelechten Exemplare dieser Art.